# Chamberlinarius pujoli
Genre
Synonymes
- Chamberlinius Heurtault, 1983 nec Wang, 1956

Espèce
Synonymes
- Chamberlinius pujoli Heurtault, 1983

Chamberlinarius pujoli, unique représentant du genre Chamberlinarius, est une espèce de pseudoscorpions de la famille des Cheliferidae.

## Distribution
Cette espèce est endémique de Côte d'Ivoire. Elle se rencontre vers la station d'écologie de Lamto dans la région des Lacs.

## Systématique et taxinomie
Cette espèce a été décrite sous le protonyme Chamberlinius pujoli par Heurtault en 1983. Le nom de ce genre étant préoccupé par Chamberlinius Wang, 1956 dans les diplopodes, un nom de remplacement a été proposé par Heurtault en 1990.

## Publications originales
- Heurtault, 1983 : Pseudoscorpions de Côte d'Ivoire. Revue Arachnologique, vol. 5, no 1, p. 1-27.
- Heurtault, 1990 : Chamberlinarius, new name for Chamberlinius Heurtault, 1983 (Arachnida, Pseudoscorpionida, Cheliferidae). Bulletin of the British Arachnological Society, vol. 8, p. 128 (texte intégral).